# Ingrid Schubert
Ingrid Eva Schubert, també coneguda pel nom de guerra «Nina», (Ebern, Baviera, 7 de novembre de 1944 - Múnic, 12 de novembre de 1977) va ser una activista política alemanya, militant de primera generació de la Fracció de l'Exèrcit Roig (RAF). Va morir a la presó després de cometre, aparentment, suïcidi penjant-se d'un corda feta de llençols.

## Trajectòria
Nascuda a les 7 del matí del 7 de novembre de 1944 a l'hospital de la ciutat bavaresa d'Ebern, va ser el quart fill de la parella Franz i Hedwig Schubert. El seu pare, Franz Schubert, va ser diputat al Reichstag pel partit nazi. La família va viure durant nou anys al carrer Herrenstrasse del centre de Maroldsweisach i l'any 1953 es van traslladar a Koblenz. A partir de 1963 va estudiar Medicina a Bonn i Düsseldorf, i a partir de l'abril de 1967 a Berlín. Al març de 1970 va finalitzar els estudis a la Universitat Lliure de Berlín amb notables notes acadèmiques.
Poques setmanes després, el 14 de maig de 1970, va participar al costat d'Ulrike Meinhof en l'alliberament d'Andreas Baader, en el qual es van tirotejar a dos guàrdies de presó, un de forma lleu i l'altre amb resultat mortal. Durant l'estiu de 1970, al costat d'altres vint activistes, va rebre formació militar en un camp de Fatah a Jordània. Entre l'estiu i la tardor de 1970 va participar en, almenys, tres assalts a entitats bancàries. El 8 d'octubre de 1970 va ser detinguda amb els activistes Horst Mahler, Brigitte Asdonk i Irene Goergens en un apartament del carrer Knesebeckstrasse, 89, al barri de Charlottenburg de Berlín Occidental. L'abril de 1971 va ser condemnada a 13 anys de presó per participar en l'alliberament de Baader, intent d'assassinat i nombrosos atracaments bancaris. Va ser internada a la presó de Frankfurt-Preungesheim, de vegades en aïllament estricte. Transferida a la presó de Múnic-Stadelheim, des de l'agost de 1977 va ser l'única dona internada, en una cel·la de 405 per 185 centímetres i tancada hermèticament a tot contacte amb la resta de presos. Durant l'estada forçosa va participar en diverses vagues de fam contra el sistema federal alemany.
Existeixen diversos intents de militància de la RAF i de Cèl·lules Revolucionàries per a forçar l'alliberament, tant d'ella com de la resta de companys. Alguna d'aquestes temptatives va ser el segrest del vol 139 d'Air France entre París i Tel-Aviv el 27 de juny de 1976, que va desencadenar amb l'Operació Entebbe de les forces israelianes per a alliberar els ostatges. Una altra, va ser el segrest i execució de l'ex-oficial nazi i cap de la patronal Hanns Martin Schleyer. Aquesta última acció és la que va desencadenar el que es coneix com a Tardor Alemanya, i més concretament la Nit de la mort de Stammheim. El final d'aquest episodi, segons el relat de la presó de màxima seguretat de Stammheim, és que Andreas Baader, Gudrun Ensslin, i Jan-Carl Raspe es van suïcidar i Irmgard Möller va sobreviure a l'intent.
A les 19:15 hores del 12 de novembre de 1977, només dues setmanes després de la mort a la presó dels seus companys, els carcellers la van trobar morta va aparèixer penjada a la seva cel·la de la presó de Múnic-Stadelheim, amb una corda feta de llençols trenats subjectada a la reixa de barrots de la finestra. Com el de la resta dels seus companys, el seu nom també figurava a la llista de presoners dels quals l'«escamot Siegfried Hausner» exigia l'alliberament. Cal esmentar que dos dies abans de la seva mort, va rebre la visita del seu advocat i després de comentar-li els successos de Stammheim, Schubert va afirmar que no tenia cap intenció de posar fi a la seva vida i, l'últim dia, va demanar una màquina d'escriure per a poder treballar textos filosòfics. Però fins i tot aquesta declaració s'utilitza com a argument dels qui sostenen la tesi del suïcidi. Citant a la seva companya Astrid Proll, se la considera «l'oblidada de la RAF». Això és a causa que, entre els mitjans que sostenen la versió del suïcidi, el seu cas sempre ha estat relegat al silenci, per la qual cosa no adquireix dimensió explicativa. Mentrestant, entre la seva gent, sempre va ser recordada.
El 1986, un escamot de la RAF, que va acabar amb la vida de Gerold von Braunmühl, es va denominar «escamot Ingrid Schubert». Així mateix, el seu nom va ser expressament esmentat com a digne d'agraïment i respecte a la declaració final de dissolució de la RAF, datada a març de 1998 i rebuda a diverses agències de notícies el 20 d'abril de 1998.